# Extrussoma
Os extrussomas são estruturas membranares existentes em alguns eucariotas que, sob certa condições, descarregam o seu conteúdo para o exterior da célula. Existem variados tipos de extrussomas, provavelmente não homólogos, servindo funções diversas.

Os nematocistos dos Cnidaria podem ser considerados exemplos de extrussomas. 
Os extrussomas que se encontram nos dinoflagelados assumem um papel importante na formação das marés vermelhas.